# Maria del Mar Bonet
Maria del Mar Bonet i Verdaguer (Palma di Maiorca, 27 aprile 1947) è una cantante spagnola, di lingua catalana, sorella del cantautore Joan Ramon Bonet.

## Biografia
Iniziò lo studio della ceramica alla scuola di arte e mestieri, ma lasciò presto per dedicarsi alla musica e al canto. Si trasferì a Barcellona nel 1967, dove iniziò a cantare con Els Setze Jutges e fu una delle fondatrici del movimento Nova Cançó.
Ha registrato numerosi dischi folk in catalano esibendosi in Europa, Nordafrica, Stati Uniti, Giappone e America Latina.
Fra i suoi primi successi si ricordano Què volen aquesta gent?, la sua canzone di maggior impegno civile, e la sua versione di L'àguila negra, della cantante francese Barbara, oltre a No voldria res més ara con la quale vinse un disco d'oro in Spagna nel 1971.
Nel 1974 realizza un album con canzoni tratte da alcune poesie di Bartomeu Rosselló-Pòrcel al quale collaborarono anche il musicista Hilario Camacho oltre che Joan Miró per la copertina dell'album.
Nel 1993 dedicò un album all'opera di Mikīs Theodōrakīs con testi adattati in lingua catalana.
Nel 2007 è stata insignita della Medalla d'Honor del Parlament de Catalunya, come riconoscimento per la sua attività con Els Setze Jutges e realizzò l'album Terra secreta e lo spettacolo Els treballs i els dies assieme al cantante di flamenco Miguel Poveda.
Ha collaborato con numerosi artisti come Lluís Llach, Ovidi Montllor, Milton Nascimento, Nacho Duato, Manolo García, Martirio, Georges Moustaki, Amancio Prada, Quilapayún e Haris Alexiou.

## Discografia
- Maria del Mar Bonet (Maria del Mar Bonet) 1969
- Maria del Mar Bonet (Maria del Mar Bonet) 1971
- Maria del Mar Bonet (Maria del Mar Bonet) 1974
- A l'Olympia (Maria del Mar Bonet) 1975 Live dal Teatro Olympia de París.
- Cançons de festa (Maria del Mar Bonet) 1976
- Alenar (Maria del Mar Bonet) 1977
- Saba de terrer (Maria del Mar Bonet) 1979
- Quico-Maria del Mar (Maria del Mar Bonet e Francesc Pi de la Serra) 1979
- Sempre (Maria del Mar Bonet) 1981
- L'àguila negra (Maria del Mar Bonet) 1981
- Jardí tancat (Maria del Mar Bonet) 1981
- Breviari d'amor (ardel Mar Bonet) 1982
- Cançons de la nostra mediterrània (Maria del Mar Bonet e Al Tall) 1982
- Anells d'aigua (Maria del Mar Bonet) 1985
- Gavines i dragons (Maria del Mar Bonet) 1987
- Ben a prop (Maria del Mar Bonet + Manel Camp) 1989
- Bon viatge faci la cadernera (Maria del Mar Bonet) 1990
- Coreografies (Maria del Mar Bonet) 1990
- El·las (Maria del Mar Bonet) 1993
- Salmaia (Maria del Mar Bonet) 1995
- Primeres cançons (Maria del Mar Bonet) 1997
- El cor del temps (Maria del Mar Bonet) 1997
- Cavall de foc (Maria del Mar Bonet) 1999
- Raixa (Maria del Mar Bonet) 2001
- Cants d'Abelone (Maria del Mar Bonet e Rafael Subirachs) 2001
- Collita pròpia (Maria del Mar Bonet) 2003
- Amic, amat (Maria del Mar Bonet) 2004
- Terra Secreta (Maria del Mar Bonet) 2007
- Bellver (Maria del Mar Bonet) 2010